# Tháng 10 năm 2007
Trang này liệt kê những sự kiện quan trọng vào tháng 10 năm 2007.

## Thứ tư, ngày3 tháng 10
- Erik Prince, người chủ công ty Blackwater USA, khai trước Thượng viện Hoa Kỳ về những vụ bắn thường dân tại Baghdad (Iraq) và những luận điệu cho rằng công ty này buôn lậu vũ khí cho Đảng Lao động Kurdistan.
- Các đảng thuộc về Cách mạng Cam được dẫn bởi Yulia Tymoshenko và Viktor Yushchenko giành lại đa số mỏng manh trong Nghị viện Ukraina.

## Thứ năm, ngày4 tháng 10
- Tại Hội nghị thượng đỉnh liên Triều, Tổng thống Hàn Quốc Roh Moo-hyun và Tổng bí thư Bắc Triều Tiên Kim Chính Nhật ký một thỏa thuận kêu gọi cho hòa ước để kết thúc Chiến tranh Triều Tiên, sau khi Bắc Triều Tiên đồng ý chấm dứt chương trình hạt nhân năm nay.
- Nga kỷ niệm 50 năm sau khi Liên Xô phóng lên vệ tinh Sputnik 1, bắt đầu Cuộc đua vũ trụ.

## Chủ nhật, ngày7 tháng 10
- Trận lũ quét lớn ảnh hưởng từ cơn bão Lekima (hay cơn bão số 5) đã làm gần 40 người dân thiệt mạng và hơn 24 người mất tích tại các tỉnh Tây Bắc Bộ và Bắc Trung Bộ của Việt Nam.

## Thứ hai, ngày8 tháng 10
- Mario Capecchi (Hoa Kỳ), Martin Evans (Anh), và Oliver Smithies (Hoa Kỳ) thắng giải Nobel Sinh lý và Y khoa vì khám phá ra kỹ thuật định hướng gene.
- Chính phủ Myanmar tuyên bố rằng những tu viện Phật giáo đã nhận 8.000 USD cũng như đồ ăn và thuốc từ quân đội sau cuộc biểu tình chống chính phủ.

## Thứ ba, ngày9 tháng 10
- Chính quyền Trùng Khánh (CHNDTH) tuyên bố rằng 4 triệu người nữa sẽ phải di cư khỏi vùng gần Đập Tam Hiệp do một "thảm họa môi trường" có thể xảy ra. TIME Lưu trữ ngày 13 tháng 10 năm 2007 tại Wayback Machine BBC
- Albert Fert (Pháp) và Peter Grünberg (Đức) thắng giải Nobel Vật lý vì khám phá ra hiệu ứng từ điện trở khổng lồ, được ứng dụng trong công nghệ đọc dữ liệu trên các đĩa cứng.

## Thứ tư, ngày10 tháng 10
- Gerhard Ertl (Đức) thắng giải Nobel Hóa học về những phản ứng hóa học trên mặt phẳng chất rắn.

## Thứ năm, ngày11 tháng 10
- Nhà văn Anh Doris Lessing thắng giải Nobel Văn học năm 2007.

## Thứ sáu, ngày12 tháng 10
- Ủy ban Liên chính phủ về Thay đổi Khí hậu (IPCC) và cựu Phó Tổng thống Hoa Kỳ Al Gore thắng giải Nobel Hòa bình.

## Chủ nhật, ngày14 tháng 10
- Sau 25 thế kỷ, các cẩm thạch của Acropolis tại Athena (Hy Lạp) được chuyển cẩn thận tới Viện bảo tàng Acropolis mới. BBC

## Thứ hai, ngày15 tháng 10
- Đại hội Đảng Cộng sản Trung Quốc thứ 17 khai mạc tại Đại lễ đường Nhân dân ở Bắc Kinh. BBC TTO[liên kết hỏng] VNN VOA
- Ba người Mỹ Leonid Hurwicz, Eric Maskin, và Roger Myerson đều thắng giải Nobel Kinh tế vì đặt nền móng cho học thuyết thiết kế cơ chế (mechanism design). BBC TTO[liên kết hỏng] VNN VOA

## Thứ ba, ngày16 tháng 10
- Libya, Việt Nam, Burkina Faso, Croatia, và Costa Rica trở thành thành viên không thường trực Hội đồng Bảo an Liên Hợp Quốc cho đến cuối năm 2009. Việt Nam trở thành thành viên với 183/190 phiếu bầu. BBC TTO[liên kết hỏng] VnMedia Lưu trữ ngày 19 tháng 10 năm 2007 tại Wayback Machine VNN VOA

## Thứ năm, ngày18 tháng 10
- Hai quả bom đã giết hơn 125 người và hàng trăm người bị thương ở Karachi trong đám đông chào mừng cựu Thủ tướng Pakistan Benazir Bhutto sống lưu vong từ Các Tiểu vương quốc Ả Rập Thống nhất hồi hương. BBC TTO[liên kết hỏng] VNN VOA

## Thứ sáu, ngày19 tháng 10
- Các nguyên thủ Liên minh châu Âu đạt đến thỏa thuận về Hiệp ước Cải tổ sau khi nhận một số đề nghị của Ba Lan, Ý, và Bulgaria. BBC VOA

## Thứ ba, ngày23 tháng 10
- Cháy rừng tại miền nam California làm thiệt hại hàng ngàn nhà cửa và khiến hơn nửa triệu người phải sơ tán.
- Chương trình thám hiểm Mặt Trăng của Cộng hòa Nhân dân Trung Hoa bắt đầu khi tàu quỹ đạo Thường Nga Nhất Hiệu được phóng lên từ Trung tâm phóng vệ tinh Tây Xương.

## Thứ năm, ngày25 tháng 10
- Cuộc trưng cầu dân ý tự trị Tokelau thua bằng 16 lá phiếu.

## Thứ sáu, ngày26 tháng 10
- Đại hội thể thao Trong nhà châu Á 2007 khai mạc tại Ma Cao (CHND Trung Hoa)

## Thứ hai, ngày29 tháng 10
- Đệ nhất phu nhân Argentina Cristina Elisabeth Fernández de Kirchner trở thành phụ nữ đầu tiên thắng cử Tổng thống Argentina.

## Thứ ba, ngày30 tháng 10
- Liên đoàn bóng đá thế giới chọn Brasil để đăng cai Giải vô địch bóng đá thế giới 2014 và Đức để đăng cai Giải vô địch bóng đá nữ thế giới 2011.

## Thứ tư, ngày31 tháng 10
- Bão Noel làm thiệt mạng 137 người trở lên, phần nhiều trên đảo Hispaniola.
- Tòa án Quốc gia Tây Ban Nha kết án 21 người vì có vao trò trong các vụ nổ bom tại nhà ga Madrid năm 2004.